# John Stonehouse
Pour les articles homonymes, voir Stonehouse.
John Stonehouse est un homme politique britannique né le 28 juillet 1925 à Southampton et mort le 14 avril 1988 à Totton.
Député travailliste de 1957 à 1976, il occupe plusieurs postes subalternes dans les gouvernements de Harold Wilson dans la deuxième moitié des années 1960.
En 1974, il simule sa propre mort afin de refaire sa vie avec sa maîtresse en Australie. Il est retrouvé au bout de quelques semaines et extradé. Le scandale et le procès pour fraude qui s'ensuivent lui coûtent sa carrière politique.

## Biographie

### Origines et études
John Thomson Stonehouse le 28 juillet 1925 à Southampton. Il est le quatrième et dernier enfant de William Mitchell Stonehouse, ingénieur au General Post Office, et de sa femme Rosina Marie Taylor. Son père est un syndicaliste actif, tandis que sa mère siège au conseil municipal de Southampton de 1936 à 1970 ; elle est maire de la ville en 1959.
Stonehouse quitte l'école à l'âge de 16 ans et trouve un emploi de secrétaire au service de probation de Southampton. Pendant la Seconde Guerre mondiale, il s'engage dans la Royal Air Force. Après la fin du conflit, il reprend ses études et obtient un Bachelor of Science de la London School of Economics en 1951. C'est durant cette période, en 1948, qu'il épouse sa première femme, Barbara Joan Smith, une sténographe ; ils ont deux filles et un fils.

### Carrière politique
John Stonehouse s'implique dans le mouvement coopératif britannique (en). Il séjourne avec sa famille en Ouganda entre 1952 et 1954 pour contribuer au développement des coopératives dans ce protectorat britannique. Cette expérience africaine lui confère une certaine crédibilité dans les débats entourant la décolonisation de l'Empire britannique. De retour dans la métropole, il devient directeur de la London Co-operative Society (en) de 1956 à 1962, puis son président de 1962 à 1964.

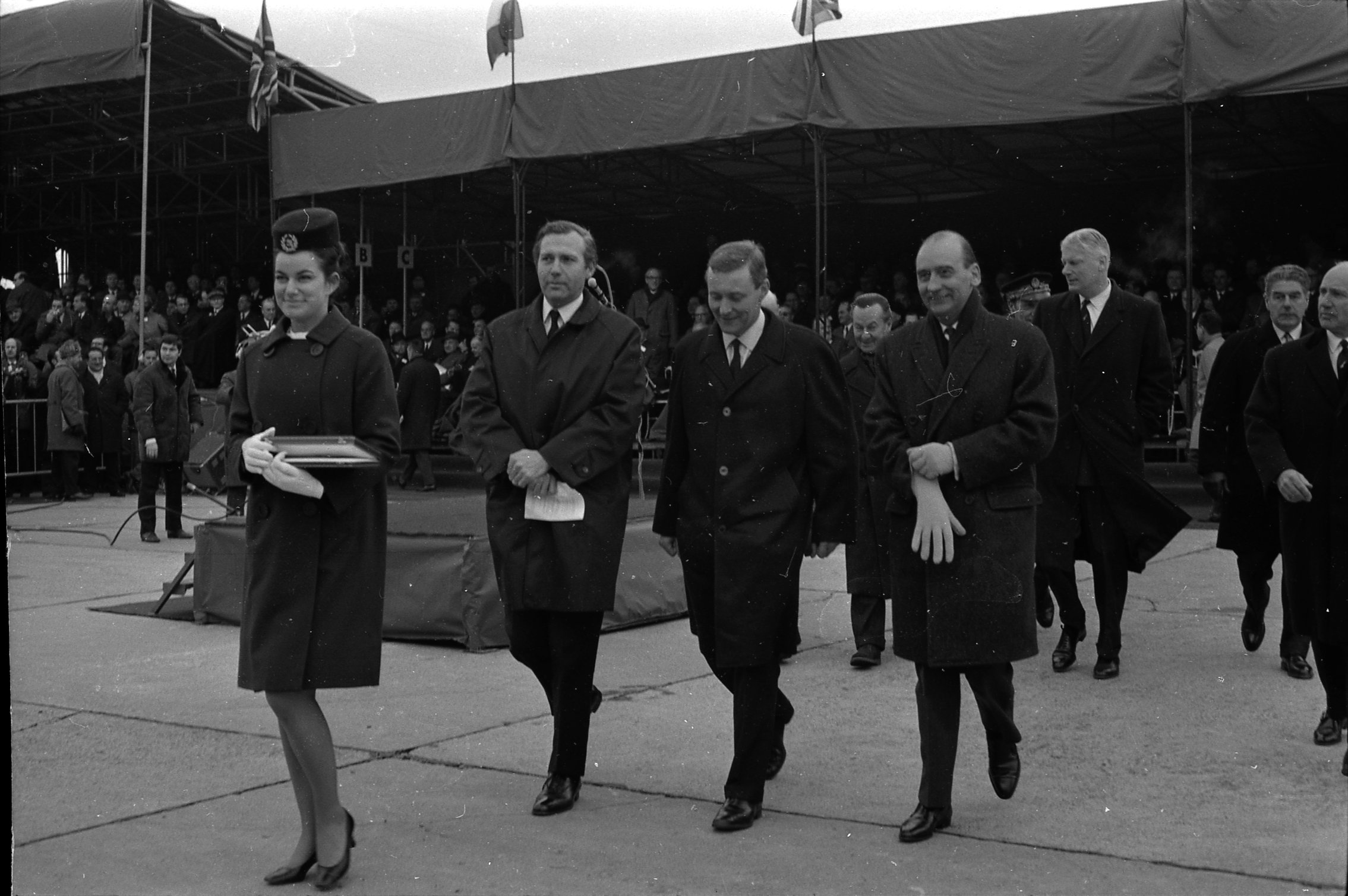
John Stonehouse (deuxième en partant de la gauche) assiste à la présentation officielle du Concorde à Toulouse le 11 décembre 1967.

Une élection partielle dans la circonscription de Wednesbury (en), dans le Black Country, permet à Stonehouse d'entrer à la Chambre des communes en 1957. Après la victoire travailliste aux élections générales de 1964, il est nommé sous-secrétaire parlementaire à l'Aviation dans le premier gouvernement de Harold Wilson. Au gré des remaniements, il détient ensuite les porte-feuilles de sous-secrétaire parlementaire aux Colonies (1966-1967), ministre de l'Aviation (1967), ministre d'État à la Technologie (en) (1967-1968), postmaster general (en) (1968-1969) et enfin ministre des Postes et Télécommunications (1969-1970). Aucun de ces postes subalternes ne lui vaut de place au sein du cabinet, mais il est nommé membre du Conseil privé en 1968.

### Simulation de décès et condamnations
Les conservateurs reviennent au pouvoir après les élections générales de 1970. Toujours député (de Wednesbury, puis de la nouvelle circonscription de Walsall North à partir de février 1974), John Stonehouse se consacre dès lors à diverses activités commerciales et philanthropiques.
Stonehouse est porté disparu le 21 novembre 1974 : il se serait noyé au large de Miami au cours d'une baignade en mer. En réalité, il compte refaire sa vie sous une fausse identité en Australie en compagnie de sa secrétaire Sheila Buckley, qui est également sa maîtresse. Pour ce faire, il a détourné des sommes considérables de ses entreprises, il a récupéré des passeports au nom des maris de deux veuves de sa circonscription. Sa tentative de fuite ne fait pas long feu : cinq semaines après sa disparition, il est arrêté par la police australienne qui est à la recherche d'un autre éminent sujet britannique fraîchement disparu, Lord Lucan.
Extradé en Grande-Bretagne pour y être jugé, Stonehouse démissionne de son poste de député en 1976 (son siège est remporté par un conservateur à l'élection qui suit). Il est condamné et passe trois ans et demi en prison.

### Dernières années
Après sa libération, Stonehouse se consacre à des activités caritatives et écrit plusieurs romans. Son premier mariage s'achève par un divorce en 1978 et il se remarie trois ans plus tard avec Sheila Elizabeth Buckley, avec qui il a un fils. Il meurt d'un infarctus du myocarde dans son domicile de Totton, près de Southampton, dans la nuit du 15 avril 1988.

## Postérité

### Activités d'espionnage
Plus de vingt ans après sa mort, il est révélé publiquement que John Stonehouse a été un agent des services secrets militaires de la République socialiste tchécoslovaque. En 1979, la Première ministre britannique Margaret Thatcher et des membres de son cabinet apprennent qu'il a travaillé pour les services tchèques contre rémunération à partir de 1962, fournissant des informations d'ordre politique et technique, notamment dans le domaine de l'aviation, contre 5 000 £ de compensation. Thatcher et son cabinet estiment les preuves insuffisantes pour donner lieu à un procès.

### Dans les médias
Deux biographies de John Stonehouse sont publiées en 2021. Celle écrite par sa fille Julia, John Stonehouse, My Father: The True Story of the Runaway MP, s'efforce de réhabiliter sa mémoire, notamment en niant les accusations d'espionnage portées à son encontre, à l'inverse de celle écrite par son petit-neveu Julian Hayes, Stonehouse: Cabinet Minister, Fraudster, Spy.
En 2023, la mini-série télévisée britannique Stonehouse : député, amant et espion (Stonehouse), inspirée de sa vie et avec Matthew Macfadyen dans le rôle-titre, est diffusée sur ITV au Royaume-Uni et en 2024 par Arte en France.

## Ouvrages
- 1960 : Prohibited Immigrant Récit de son voyage en Afrique en 1959.
- 1975 : Death of an Idealist Autobiographie.
- 1982 : Ralph Roman.
- 1986 : The Baring Fault Roman.
- 1987 : Oil on the Rift Roman.
- 1989 : Who Sold Australia? À titre posthume.

## Résultats électoraux
| Date                 | Circonscription | Parti | Parti        | Voix   | %    | Résultat |
| -------------------- | --------------- | ----- | ------------ | ------ | ---- | -------- |
| 23 février 1950      | Twickenham      |       | Labour Co-op | 23 088 | 35,1 | battu    |
| 25 octobre 1951      | Burton          |       | Labour Co-op | 24 151 | 49,3 | battu    |
| 28 février 1957 (en) | Wednesbury (en) |       | Labour Co-op | 22 235 | 62,2 | élu      |
| 8 octobre 1959       | Wednesbury (en) |       | Labour Co-op | 24 157 | 52,1 | élu      |
| 15 octobre 1964      | Wednesbury (en) |       | Labour Co-op | 23 473 | 53,7 | élu      |
| 31 mars 1966         | Wednesbury (en) |       | Labour Co-op | 26 041 | 58,9 | élu      |
| 18 juin 1970         | Wednesbury (en) |       | Labour Co-op | 23 998 | 53,8 | élu      |
| 28 février 1974      | Walsall North   |       | Labour Co-op | 32 458 | 63,6 | élu      |
| 10 octobre 1974      | Walsall North   |       | Labour Co-op | 28 340 | 59,5 | élu      |